# Tankenberg

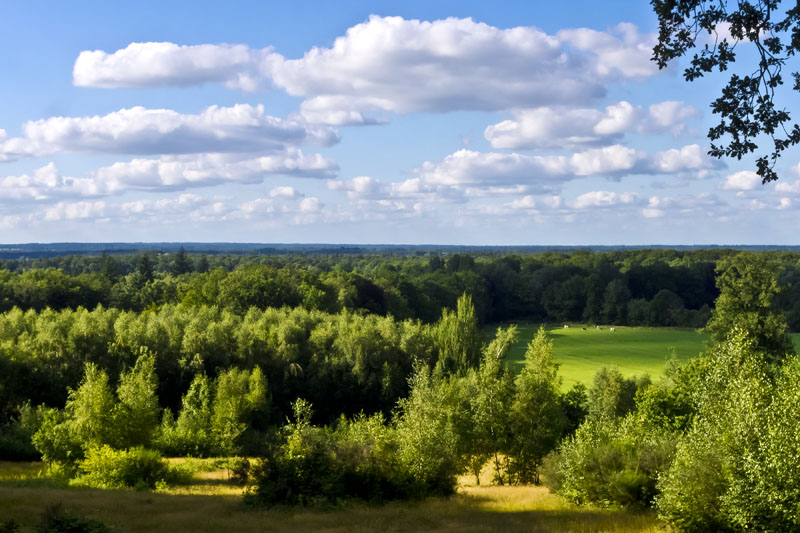
Uitzicht vanaf de koepel op de Tankenberg met in de verte Duitsland

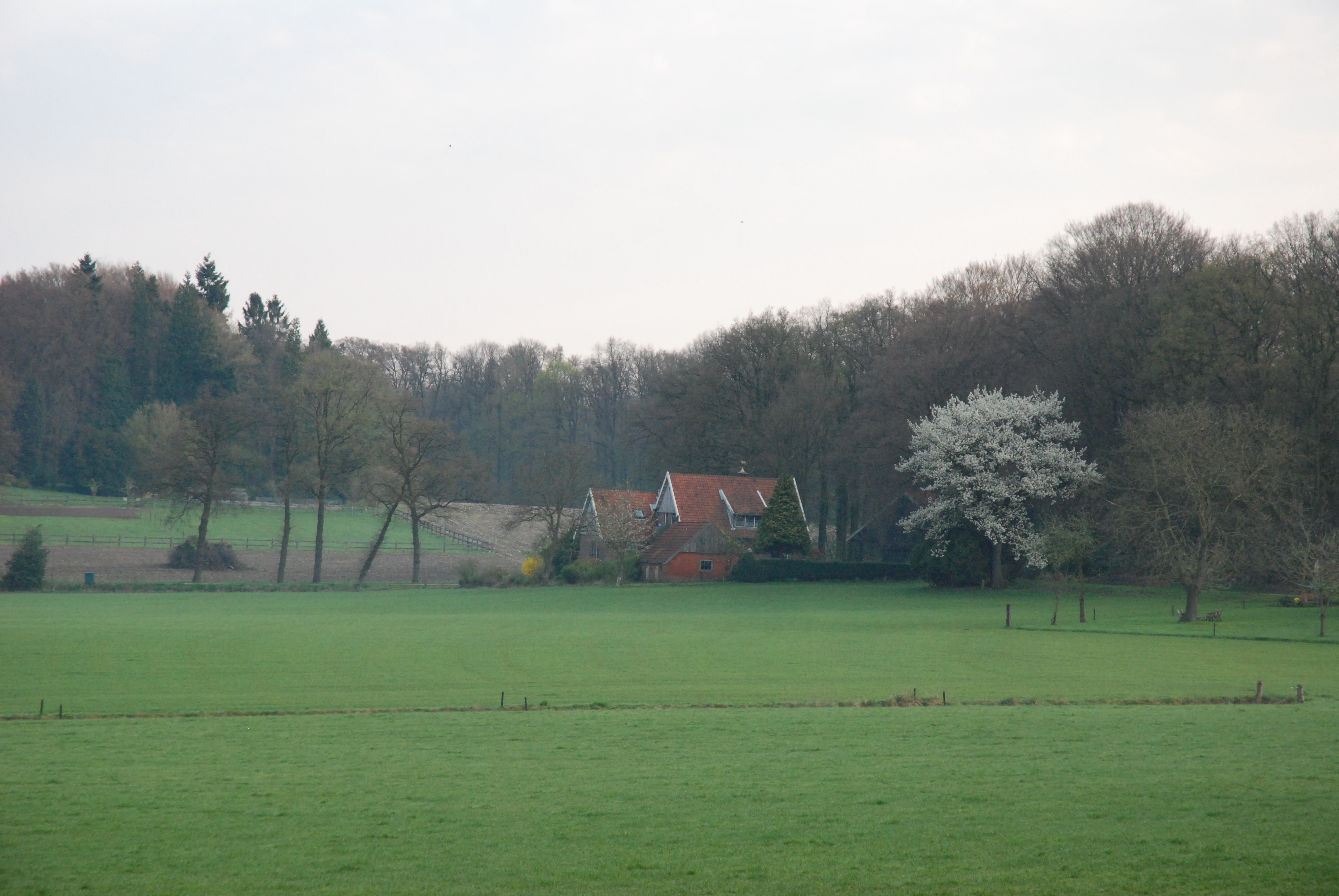
Boerderij op de Tankenberg

De Tankenberg is een heuvel van 85,1 meter hoogte in de Twentse gemeente Losser. De Tankenberg ligt ten noordoosten van Oldenzaal en is het hoogste punt van de provincie Overijssel.

## Geologie van de stuwwal van Oldenzaal
Het stuwwalcomplex van Oldenzaal is ontstaan tijdens het Saalien. Het landijs heeft hier de toen bevroren ondergrond, bestaande uit Tertiaire mariene sedimenten en Pleistocene afzettingen, zijdelings weggedrukt en als grote schubben dakpansgewijs op elkaar gestapeld. Het bijzonder reliëfrijke stuwwallencomplex van Oldenzaal bestaat uit twee delen: een zuidelijke gedeelte, waar de schubben ongeveer noord-zuid lopen en een noordelijke gedeelte met oost-west verlopende strekkingslijnen van de schubben. De strekkingslijnen in noordelijke deel sluiten aan op die van de stuwwal van Ootmarsum. De Pleistocene afzettingen zijn voor een groot deel door erosie verdwenen, waardoor het Tertiaire materiaal tegenwoordig aan of nabij het oppervlak voorkomt. Het gehele stuwwallencomplex van Oldenzaal bevat bijzondere elementen, zoals Tertiaire afzettingen en periglaciale dalen, waardoor het geologisch en geomorfologisch van grote waarde is.

## Koepel en oorsprong
Op de noordhelling van de Tankenberg is in 1844 een prieel met een koepelvormig dak (en daarop een groot kruis) gebouwd in opdracht van J.F. Peese Binkhorst, oud-burgemeester van Oldenzaal. Het werd in 1905 gerestaureerd en in 1955 naar een ontwerp van architect Jan Jans vervangen door een gemetseld bouwsel met een puntdak. In de volksmond bleef tot op heden de benaming 'koepeltje' in stand.
Vanaf de eerste helft van de 19e eeuw werd gedacht dat aan het begin van de jaartelling hier een tempel stond van de godin Tanfana. Zij zou een Germaanse vruchtbaarheidsgodin zijn geweest. Die tempel zou dezelfde zijn als de tempel die in 14 n. Chr. door de Romeinse veldheer Germanicus werd verwoest. Op de achterwand van de koepel is een desbetreffend citaat van de Romeinse geschiedschrijver Tacitus te vinden. Dat de door Tacitus bedoelde tempel op de Tankenberg heeft gestaan, wordt inmiddels door historici onmogelijk geacht met het oog op de eveneens beschreven troepenbewegingen. J. van der Worp concludeerde dat op deze plek of in de directe omgeving van Oldenzaal nooit een tempel kan hebben gestaan; A.G. de Bruyn sloot echter niet uit dat de godin Tanfana in Twente werd aanbeden en dat de Tankenberg daarin mogelijk een rol had gespeeld als religieuze plaats.

## Beklimmingen
De Tankenberg kan per fiets van meerdere kanten beklommen worden. De Siemertweg (vanuit de richting Rossum-Denekamp) is de langste en steilste beklimming. Deze weg is een tamelijk onregelmatige klim, waarbij het eerste deel niet steil begint maar wel steiler wordt naarmate men omhoog rijdt. Op de T-splitsing kan men linksaf naar boven. Dit gedeelte van de weg is vals plat omhoog. Hierna kan men weer rechtsaf richting de top, waarbij de weg weer steiler omhoog loopt (maximaal stijgingspercentage 8%). Boven is er de mogelijkheid door te rijden en af te dalen naar de plek van voormalig restaurant de Tankenberg, (later Wereldrestaurant Pan dat op 12 juni 2012 tot de grond afbrandde) aan de weg Oldenzaal-De Lutte. Men kan omkeren en over de Tankenbergweg naar Oldenzaal gaan. Via de Alleeweg bestaat er een smalle verbinding naar de flanken van de Paasberg.